# أخطبوط أزرق الحلقات حزامي
أخطبوط أزرق الحلقات حزامي (الاسم العلمي:Hapalochlaena fasciata) (بالإنجليزية: Blue-lined octopus )‏ هو نوع من الرخويات يتبع جنس الأخطبوط الأزرق الحلقات من فصيلة الأخطبوطات.